# Difenidramina
Difenidramina é um anti-histamínico derivado da etanolamina. Compete com a histamina pelos receptores H1, agindo como agonista inverso. Desta forma evita, porém não reverte, as respostas mediadas unicamente pela histamina.
A difenidramina é um anti-histamínico H1, de primeira geração, manifestando atividade anticolinérgica é usado para melhorar as reações alérgicas ao sangue ou plasma, em anafilaxia, como adjunto da epinefrina.
Curiosamente, ela tem algum efeito sobre a recaptura da serotonina, o que levou a alguns medicamentos para a depressão com estrutura semelhante.

## Indicações
É indicado para tratamento de:
É indicado para tratamento de:
- Conjuntivite alérgica
- Enjoo em viagem
- Rinite alérgica
- Parkinsonismo (em idoso que tenha intolerância por medicação mais potente)
- Distonia aguda (e.g. impregnação por haloperidol)
- Rinite vasomotora
- Urticária
- Coadjuvante no tratamento das reações anafiláticas

Insônia

## Efeitos colaterais
O uso de difenidramina pode causar:
- Problemas de acuidade visual
- Secura da boca e da garganta
- Sonolência
- Tontura
- Retenção urinária
- Obstipação

Efeitos colaterais estes que são secundários a ação anticolinérgica concomitante, causada pelo anti-histamínico que ultrapassa a barreira hematoencefálica.

## Interacções
Durante o tratamento não é recomendado o uso de álcool e outros depressores do sistema nervoso central (SNC).

## Contraindicações
Pessoas com hipersensibilidade imunológica conhecida à difenidramina.